# Gallerucida indica
Gallerucida indica es una especie de insecto coleóptero de la familia Chrysomelidae.
Fue descrita científicamente en 1880 por Harold.